# Christian Lubich
Christian Lubich (29 de julho de 1959) é um matemático astríaco, que trabalha com análise numérica.
Lubich é desde 1994 professor de matemática numérica na Universidade de Tübingen.
Foi selecionado como palestrante plenário para 2018 no Congresso Internacional de Matemáticos no Rio de Janeiro.

## Publicações selecionadas
- com Ernst Hairer,  Michel Roche: The numerical solution of differential-algebraic systems by Runge-Kutta methods, Springer Verlag 1989
- From quantum to classical molecular dynamics: reduced models and numerical analysis,  European Mathematical Society, 2008.
- com Ernst Hairer, Gerhard Wanner: Geometric numerical integration. Structure-preserving algorithms for ordinary differential equations, 2002, 2ª Edição, Springer 2006
- com Ernst Hairer: Numerical solution of ordinary differential equations, in: Nicholas J. Higham, The Princeton Companion to Applied Mathematics, Princeton UP 2015